# Општина Гатаја (Тимиш)
Гатаја (рум. Gãtaia) општина је у Румунији у округу Тимиш.
Oпштина се налази на надморској висини од 127 m.